# Cenophengus pedregalensis
Cenophengus pedregalensis is een keversoort uit de familie Phengodidae. De wetenschappelijke naam van de soort is voor het eerst geldig gepubliceerd in 1975 door Zaragoza.